# Siliciure de magnésium
Le siliciure de magnésium, Mg2Si, est un composé inorganique composé de magnésium et de silicium. Sous forme de poudre, le siliciure de magnésium a une couleur bleu foncé ou légèrement violette.

## Synthèse
Le siliciure de magnésium peut être formé de la réaction directe des deux éléments en proportion :
{\displaystyle \mathrm {2\ Mg+Si\longrightarrow Mg_{2}Si} }
Le siliciure de magnésium peut être produit en chauffant du dioxyde de silicium, SiO2, trouvé dans le sable, avec du magnésium en excès. Le processus forme d'abord du silicium métallique et de l'oxyde de magnésium :
{\displaystyle \mathrm {2\ Mg+SiO_{2}\longrightarrow 2\ MgO+Si} }
Si le magnésium est présent en excès, du siliciure de magnésium Mg2Si est formé :
{\displaystyle \mathrm {2\ Mg+Si\longrightarrow Mg_{2}Si} }
Ces réactions sont exothermiques.

## Usage
Le siliciure de magnésium est utilisé pour créer des alliages d'aluminium de la série 6000, contenant jusqu'à environ 1,5% de Mg2Si. Un alliage de ce groupe peut être durci par traitement thermique pour former des zones de Guinier-Preston et un précipité très fin, les deux résultant en une augmentation de la résistance mécanique de l'alliage.
C'est aussi un réactif utilisé comme agent réducteur fort.

## Réactions
Du fait que le siliciure de magnésium est composé d'ions Si4−, il réagit avec les acides et réagit même violemment avec l'eau. Ainsi, lorsque du siliciure de magnésium est traité avec de l'acide chlorhydrique, sont produits du silane SiH4 et du chlorure de magnésium  :
{\displaystyle \mathrm {Mg_{2}Si+4\ HCl\longrightarrow SiH_{4}+2\ MgCl_{2}} }
L'acide sulfurique peut également être utilisé ainsi. Ces réactions de protonolyse sont typiques des siliciures des groupes 1 et 2[pas clair].

## Structure cristalline
Le siliciure de magnésium cristallise dans une structure d'antifluorite. Dans la structure cubique à faces centrées, les atomes de silicium occupent les coins et le centre des faces alors que les atomes de magnésium occupent les huit sites tétraédriques à l'intérieur de la cellule unitaire. Le nombre de coordination des atomes de silicium et de magnésium sont respectivement huit et quatre.